# Ole Bjørnmose
Ole Bjørnmose (7. maj 1944 i Odense – 4. september 2006 i Strib) var en dansk fodboldspiller, der opnåede en lang karriere i tysk fodbold og spillede 16 kampe på Danmarks fodboldlandshold.
Bjørnmose indledte sin fodboldkarriere i Nørre Aaby Idrætsklub, men som 21-årig skiftede han til storklubben i Odense, B 1909. Efter blot 12 kampe for B 1909, hvoraf han blev udvist i den sidste, et lokalopgør mod B 1913, blev Bjørnmose i 1966 som én af de første danskere solgt til Werder Bremen i den tyske Bundesliga. Det blev til en lang karriere som professionel i tysk fodbold. Han spillede for Werder Bremen i perioden 1967-1971, hvor han i løbet af de fem sæsoner fik 137 kampe og som arbejdsom midtbanespiller blev en særdeles populær skikkelse på et hold, der talte blandt andre den senere danske landstræner, Sepp Piontek. I 1971 skiftede Bjørnnmose til Hamburger Sport-Verein, hvor han i løbet af syv sæsoner spillede 186 kampe og vandt en tysk pokalsejr i 1976.
Han spillede i alt 323 kampe i Bundesligaen, hvilket i over 30 år var det højeste antal for en udenlandsk spiller. Rekorden blev først slået i april 2008 af Sergej Barbarez. I de 323 kampe i Bundesligaen scorede Bjørnmose 52 mål.
Ole Bjørnmose opnåede 16 kampe på det danske landshold. At antallet ikke blev større skyldtes, at DBU i den periode ikke benyttede professionelle spillere på landsholdet. Han fik derfor først sin debut i den historiske kamp, hvor Danmark for første gang nogen sinde havde udlandsprofessionelle med på holdet – og tabte 5-0 til Portugal 12. maj 1971. Den sidste landskamp fik Bjørnmose i et 2-1-nederlag mod Polen i Idrætsparken i 1977. Han scorede to mål på landsholdet, ét mod Tjekkoslovakiet i 1973 og ét mod Finland i 1975.
Som 33-årig vendte han hjem og spillede til fortrydelse for flere danske storklubber som amatør, først for serie 2-klubben Fredericia KFUM og og dernæst for Nørre Aaby, hvor han havde indledt sin karriere. Her spillede han helt op til veteran-årgangen indtil fire-fem år før sin død. Samtidig med hans hjemvenden fra Vesttyskland genoptog han sit gamle fag som elektriker, og han var i mere end 25 år ansat på Fredericia Elværk.
Ole Bjørnmose havde netop indledt sin efterlønsperiode, da han pludseligt døde af en blodprop i hjertet mandag den 4. september 2006 – kun 62 år gammel.